# 朝まで歌つるべ
『朝まで歌つるべ』（あさまでうたつるべ）は、2003年8月8日から2007年9月29日までテレビ朝日で深夜に不定期放送されていたバラエティ番組（音楽番組・トーク番組）。司会は笑福亭鶴瓶とTHE ALFEEの坂崎幸之助。

## 概要
鶴瓶と坂崎が毎回ゲストとともにフォークソングの弾き語りとトークをしていた特別番組。
原点は2002年12月30日深夜に同じくテレビ朝日で放送された『朝まで生つるべ』で、ゲストの坂崎が鶴瓶の鶴瓶噺に合わせてフォークソングを歌うという形式に鶴瓶自身がハマり、レギュラー化しようという話の流れで本番組が企画された。以来、『朝まで生つるべ』のゲストは坂崎に固定されていた。なお、2004年11月21日放送分では、ゲストの山口智充（DonDokoDon）と清水ミチコのものまね芸に触発された鶴瓶が「歌つるべ、生つるべに続いて、次はマネつるべやったらエエ」と発案したが、今のところ『朝までマネつるべ』の番組化は実現していない。

## 歴代のゲスト
- イッセー尾形
- 佐野史郎
- 山口智充（DonDokoDon）
- 清水ミチコ
- 徳光和夫
- 井ノ原快彦（20th Century）
- 戸田恵子
- 加藤和彦